# Ruperto Aguilera
Ruperto Aguilera fue un político y funcionario argentino, gobernador interino de la provincia de San Luis tras la muerte del Coronel Zoilo Concha el 7 de febrero de 1888 hasta el 17 de febrero de 1888, nombrándose como sucesor a Mauricio Orellano.

## Biografía
Ruperto, o "Rupertito", como fue llamado por sus amigos y familiares, nació en la Ciudad de San Luis en el siglo XIX, proveniente de una familia de clase alta, vinculada con la familia Saá. Estudió en la "escuela de la vida". Ocupó altos cargo en el gobierno puntano como legislador, Jefe de la Policía Puntana y Gerente de Bancos. 
El 7 de febrero de 1888 el gobernador Zoilo Concha muere repentinamente dejando a la provincia acéfala. Aguilera era presidente de la Legislatura y se le encomendó ocupar el cargo de gobernador interino (cargo que en un primer momento rechazó), hasta que se buscara a un nuevo sucesor que tuviera las facultades necesarias para el cargo. Al poco tiempo llamó a todos los electores para elecciones y así designar al nuevo soberano provincial.    
En 1889 el gobernador propietario Mauricio Orellano le propuso ser Diputado Nacional por San Luis debido a haber ocupado el cargo de gobernador de San Luis, pero rechazó su ofrecimiento. 
Aguilera decidió tener una vida pacífica junto a su familia y amigos, que no lo dejaron solo en ningún momento, acompañándolo en todas las metas que se propuso.  
El 20 de mayo de 1896, se informa a toda la sociedad puntana el deceso de Aguilera debido a un paro cardiorrespiratorio.